# She Couldn't
„She Couldn't“ je hudební balada americké rockové skupiny Linkin Park. Na veřejnost unikla již v roce 2009, ale oficiálně byla vydána až v roce 2020 jako první singl z reedice jejich debutového alba Hybrid Theory.

## Pozadí
Skladba byla nahrána v roce 1999. Píseň byla jednou z prvních, které kapela nahrála po nástupu frontmana Chestera Benningtona. Na svět se dostala již v roce 2009, ale její oficiální vydání se uskutečnilo až v reedici alba Hybrid Theory, která vyšla v roce 2020.

## Obsazení

### Linkin Park
- Chester Bennington – zpěv
- Mike Shinoda – rap, samplování
- Brad Delson – kytary, basová kytara
- Joe Hahn – gramofony, samplování
- Rob Bourdon – bicí

### Ostatní hudebníci
- Kyle Christner – basová kytara